# Mac McClung
Matthew Ford McClung (Gate City, Virginia, 1999. január 6. –) amerikai kosárlabdázó, az Orlando Magic játékosa a National Basketball Associationben (NBA), kétirányú szerződésben az Osceola Magic (NBA G-League) csapatával. Minden idők legsikeresebb játékosa az NBA Slam Dunk versenyén, háromszor nyert, 2023 és 2025 között.
Egyetemen a Georgetown Hoyas és a Texas Tech Red Raiders játékosa volt, Virginia legjobb középiskolásának számított. Nem választották ki a 2021-es NBA-drafton, a 2021–2022-es szezont a Chicago Bulls és a Los Angeles Lakers csapatainál töltötte. A 2021–2022-es szezonban az év újonca lett a G-League-ben, a South Bay Lakers játékosaként. A 2022–2023-as évadra a Delaware Blue Coats játékosa lett, amelynek következtében 2023 februárjában szerződést kapott a Philadelphia 76erstől. 2024-ben a G-League MVP-je lett. Slam Dunk címeit Trey Murphy III, Jaylen Brown és Stephon Castle ellen nyerte el.